# Valdenebro
Valdenebro es un municipio y localidad española de la provincia de Soria, en la comunidad autónoma de Castilla y León. El término municipal, perteneciente al partido judicial de El Burgo de Osma, tiene una población de 94 habitantes (INE 2024).

## Geografía
Se halla a 60 km al suroeste de Soria capital, entre El Burgo de Osma y Almazán. Limita al norte con Boós, y al norte y oeste con Valdenarros, hoy perteneciente a El Burgo de Osma. Al este limita con Bayubas de Arriba y con Bayubas de Abajo, al sur con Quintanas de Gormaz y al suroeste con Lodares de Osma, también perteneciente a El Burgo de Osma. Comunica por carretera local con Bayubas de arriba y Boós, y tiene un enlace con la carretera C-106.
Su extensión es de 5159 hectáreas que incluyen también a Boós.

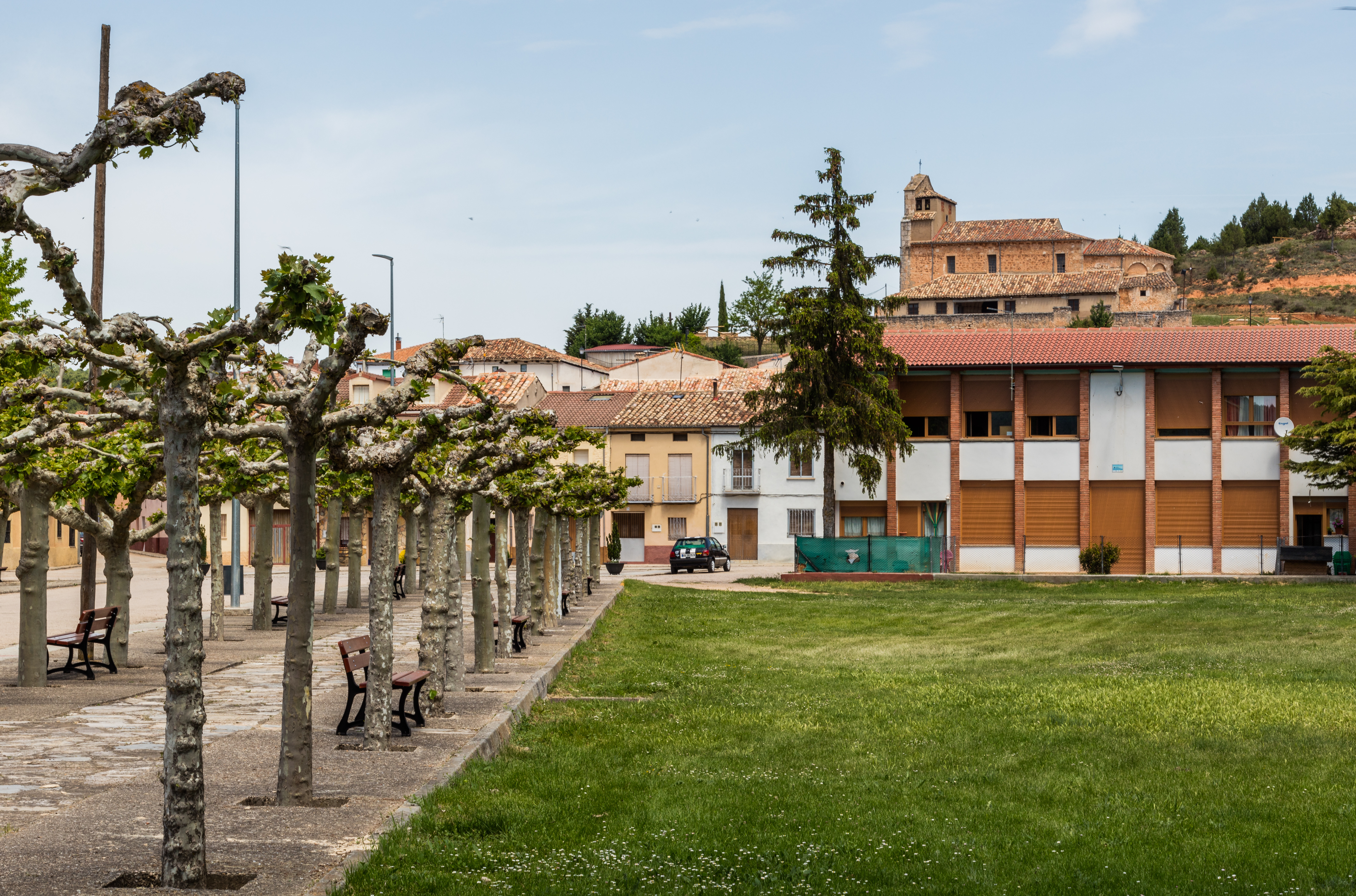
Vista de la localidad

La localidad de se sitúa al pie de una peña, las Peñuelas o Espeñuelas, en el tramo medio de un valle de escasa profundidad, a 953 m de altitud. El punto inferior se sitúa en torno a los 940 m, y el superior, en la Cruz de Carrascal, alcanza unos 1100 m.
El valle discurre de noreste a suroeste, enmarcado por las lomas sobre las que discurren los límites del término municipal. El sur se abre hacia el valle del Duero, mientras el tramo alto está cerrado por el cortado calizo del Hocino de Boós.
Por la vega discurre el río Sequillo, flanqueado por cultivos de secano y monte de pino resinero, enebro o sabinares de (sabina albar) y encina. En el siglo XIX se mencionaban los diversos «montes poblados de encina, roble, enebro, sabinas y algunas matas bajas» existentes en el término.

## Historia
Los investigadores identifican los restos arqueológicos sobre un cerro al noreste de Valdenebro con uno de los antiguos poblados celtíberos en tierra de los Arévacos. Existió una suntuosa quinta o casa de campo romana en la vega, del siglo III, de algún potentado de la cercana Uxama. El ingeniero Eduardo Saavedra identificó por su término municipal, concretamente sobre la Cañada Real que discurre por la loma norte, la vía romana que unía Astúrica (Astorga) con Caesaraugusta (Zaragoza), construida en época de Tiberio, y que fue conservada con mucho celo al ser la principal vía para transporte de mercancías hacia la meseta desde la costa y el valle del Ebro, así como de tropas que se dirigían a las guerras cántabras. La carretera que une El Burgo de Osma y Soria, antes camino que discurría por la vega del Abión, no sería empleada hasta su acondicionamiento y ensanche a finales del siglo XVIII o incluso bien entrado el XIX, ya que el proyecto de carretera, que hizo el propio Saavedra, es de 1852. Sin embargo, los últimos descubrimientos arqueológicos tienden a indicar que la vía romana si habría discurrido por la vega del Abión.
Valdenebro, como el resto de las aldeas y lugares de estas tierras, fue repoblado definitivamente en el siglo XII mediante la concesión de propiedades a los nuevos pobladores burgaleses, cántabros y vascones, cuando se consolidó la frontera entre musulmanes y cristianos más allá de la fortaleza de Gormaz.
En el Censo de 1789, ordenado por el conde de Floridablanca, figuraba como lugar, conocido entonces como Val de Nebro del Partido de Osma en la Intendencia de Soria, con jurisdicción de señorío y bajo la autoridad del alcalde pedáneo, nombrado por el duque de Uceda. Contaba entonces con 262 habitantes.
A la caída del Antiguo Régimen la localidad se constituye en municipio constitucional en la región de Castilla la Vieja que en el censo de 1842 contaba con 50 hogares y 200 vecinos. La localidad aparece descrita en el decimoquinto volumen del Diccionario geográfico-estadístico-histórico de España y sus posesiones de Ultramar de Pascual Madoz de la siguiente manera:

VAL DE ENEBRO: l. con ayunt. en la prov. de Soria (8 leg.), part. jud. del Burgo (1 1/2), aud. terr. y c. g. de Burgos (22), dióc. de Osma (1 1/2): sit. en la falda de un cerro, con buena ventilacion y clima sano, tiene 50 casas; la consistorial; una posada; una fuente de buenas aguas con su pilon; una escuela de instruccion primaria frecuentada por 28 alumnos de ambos sexos, á cargo de un maestro, que percibe una corta retribucion de los discípulos; hay igl. parr. (San Miguel Arcángel) servida por un cura y un sacristan. Confina el térm. con los de Boos, Bayugas de Abajo, Lodares, Val de Narros y Santiuste; dentro de él se encuentran las ermitas de Ntra. Sra. de Hormaecedo y San Roque, y varios corrales de cerrar ganado. El terreno, fertilizado por un arroyo de curso perenne, es de buena calidad; comprende una corta alameda y varios montes poblados de encina, roble, enebro, sabinas y algunas matas bajas. caminos: los locales y el que desde Soria conduce al Burgo, en cuyo último punto se recibe y despacha el correo, acudiendo cada uno á recogerlo. prod.: trigo, cebada, centeno, avena, patatas, judias y otras legumbres, leñas de combustible y buenos pastos, con los que se mantiene ganado lanar, cabrio, vacuno, mular y asnal; abunda la caza mayor y menor. ind.: la agrícola, recriacion de ganados y un molino harinero. comercio: esportacion del sobrante de frutos, ganado y lana, é importacion de los art. que faltan. pobl.: 50 vec., 200 alm. cap. imp.: 57,573 rs. 24 mrs.
(Madoz, 1849, p. 256)

A mediados del siglo XX crece el término del municipio porque recibe una parte de Boós.

## Geografía humana

### Demografía
Cuenta con una población de 94 habitantes (INE 2024).

Vista panorámica de Valdenebro y su vega desde el monte de Las Espeñuelas

| Gráfica de evolución demográfica de Valdenebro entre 1842 y 2021 |
| |
| Población de derecho según los censos de población del INE. Población de hecho según los censos de población del INE.Entre el Censo de 1970 y el anterior, crece el término del municipio porque recibe una parte de 42524 (Boos). |

### Población por núcleos
| Núcleos    | Habitantes (2009) |
| ---------- | ----------------- |
| Valdenebro | 96                |
| Boós       | 29                |

## Fiestas y costumbres
Cada año se celebran las fiestas de San Roque en este pequeño pueblo de la provincia de Soria. Cuatro días de fiesta nombrados de la siguiente forma: 16 de agosto: San Roque, 15 de agosto: La Virgen, 17 de agosto: San Roquito y 18 de agosto: El Perrito.
El pueblo se viste con banderines y luces para dar comienzo al pregón que cuenta con la presencia del señor alcalde y su comisión de festejos y un pregonero oficial cada año, no sin antes disfrutar de la carroza anual preparada para estos días. Los siguientes días es costumbre gozar de diferentes actividades recreativas y de ocio que tiene en cuenta a niños, jóvenes y adultos y, por supuesto, de las misa en honor al patrón.
Por las noches, las bandas y discotecas móviles atraen a la gente joven a reunirse en la plaza para bailar y compartir momentos juntos. Es tradición, además, dar diana por las mañanas con la intención de despertar al pueblo y recibir comida y bebida para preparar un buen desayuno matutino.